# Tina Croll
Tina Croll (* 27. August 1943 in New York City) ist eine US-amerikanische Tänzerin und Choreographin.

## Leben und Wirken
Croll studierte von 1962 bis 1964 modernen Tanz bei José Limón, Martha Graham, Lucas Hoving, Alvin Ailey und Louis Horst. Danach schloss sie sich dem Dance Theatre Workshop an, für den sie eigene Choreographien schuf und mit dem sie in Werken von Jack Moore, Jeff Duncan, Art Bauman (Burlesque/Black & White, 1967) und James Cunningham auftrat. Sie gründete dann die Kompagnie Tina Croll and Company, mit der sie Stücke wie The Stamping Ground (2008), Balkan Dreams, She Rides a Tiger (2012) und One Rhinoceros, 3 Birds and a Pineapple realisierte. Letzteres wurde beim 92. Street Y Harkness Dance Festival 2016 uraufgeführt. Mit Cunningham schuf sie das dokumentarische Tanzstück From the Horse's Mouth.